# Blanca García-Valdecasas
 Blanca García-Valdecasas y Andrada-Vanderwilde  (Granada, 1936 - Madrid, 2023) era una escritora en lengua española. 

## Biografía
Estudió el Bachillerato en el Instituto Beatriz Galindo, de Madrid, y Filología Románica en la Universidad Complutense. Durante algunos años vivió en América del Sur. Estuvo casada con el arquitecto Javier de Carvajal Ferrer.
García-Valdecasas era de la opinión de “que si tienes una historia que contar, cuéntala; pero no te metas a chocar ni a escandalizar a la gente. Simplemente, di lo que quieras decir y si puede ser de la forma más sencilla, con alma, con gracia, pues mejor.  Tiene que haber algo en el fondo. La novela es un relato sobre hechos y personas. Se trata de escribir algo que interese por sí mismo, es decir, que el argumento esté tan bien construido y que quien lo lea quiera saber qué pasa con los protagonistas de la historia”.[cita requerida]
Si se le pregunta acerca de lo que más le ha marcado como escritora responde rápidamente, como quien tiene la respuesta preparada: “los libros y la vida, pero una en concreto no sabría decirte. Yo creo que un escritor con éxito o sin él, publicando o sin publicar, tiene lo que llamó la economía de Robinson Crusoe. La economía de Robinson Crusoe es estar en una isla desierta y todo lo que las olas llevan a su playa lo tiene que aprovechar. El escritor siempre está en su isla desierta donde todo lo que la vida le va dejando en su orilla le sirve. Todas las cosas buenas y malas te tienen que servir, las tristezas, las alegrías o las traiciones. En el fondo, la vida es la inspiración de los libros y los libros la inspiración de la vida.[cita requerida]

## Premios y distinciones
Entre otros galardones, ha recibido los siguientes:
- el Premio Fastenrath, que cada cinco años otorga la Real Academia Española a la modalidad de narrativa
- la orden de Gabriela Mistral por su aportación a la cultura hispanoamericana.
- el Premio de narrativa Ramón Gómez de la Serna, que otorga el Ayuntamiento de Madrid.
- el 2º Premio en el Internacional de Novela Plaza y Janés (1987)
- "Hucha de Oro" de la Confederación Española de Cajas de Ahorros (1987)

## Obras
- García-Valdecasas, Blanca (2008). El árbol de las verdades. Ciudadela Libros. ISBN 978-84-96836-34-1.

- García-Valdecasas, Blanca (1996). Poli y la bruja majadera. Dylar Ediciones. ISBN 978-84-89655-46-1.
- García-Valdecasas, Blanca (1993). El lubricán. Grupo Unido de Proyectos y Operaciones. ISBN 978-84-7906-148-7.

- García-Valdecasas, Blanca (1993). Una sombra muy fresca. Editorial Magisterio Español. ISBN 978-84-265-7422-0.

- García-Valdecasas, Blanca (1989). Los chicos de la maraña. Editorial Bruño. ISBN 84-216-1120-8.
- García-Valdecasas, Blanca (1987). Por donde sale el sol. Plaza & Janés Editores. ISBN 978-84-01-80726-8.

- García-Valdecasas, Blanca (1986). Clara de ninguna parte. Plaza & Janés Editores. ISBN 978-84-01-30444-6.

- García-Valdecasas, Blanca (1979). La puerta de los sueños. Magisterio Español. ISBN 978-84-265-7237-5.